# 死の組
死の組（しのくみ、Group of Death）は、スポーツ用語の1つ。
主にスポーツ競技で、次ラウンドへの進出を懸けて行われるグループリーグ戦や予選においてその配分を決める抽選の結果、特定のグループに有力候補に数えられている強豪チーム（国、クラブ）が、次ラウンドに進出可能なチーム数より多く存在する状態を指す。

## 概要
バスケットボール、ラグビー、クリケット、アイスホッケーなどの競技でも用いられることがあるが、特にサッカーにおいて用いられるため、ここではサッカーにおける死の組について記述する。
死の組では1つないし2つ以上の強豪チームがグループリーグ敗退に終わるため、抽選終了からグループリーグの終了に至るまで、その成り行きは世界規模で注目を集め続ける。Group of Death（死の組）は非公式の用語であるが、FIFAワールドカップ本大会で初めて用いられ、サッカー選手をはじめとして多くのサッカー関係者やマスコミ、サポーター等に認識され、慣用句として世界各地の言葉で用いられている。
デヴィッド・ウォーレンも「トップシードされることが次ラウンド進出の最良の策であり、死の組を回避する最高の機会である」と発言している。
サッカーのサポーターは、自国が少しでも厳しい組に入ると「死の組」という単語を用いがちであり、George Vecseyは「サッカーでは、すべての国が『最も厳しい死の組に組み込まれた』と感じている」と述べている。
最近では、主にアジア予選やアジアカップを指して国内の政情が不安定な国が同組に集まった場合も、「物理的な死の組」ともいわれる。過激派の活動が活発なシリア、アフガニスタンや過去に大規模な内戦があったカンボジアが同組となった2018年FIFAワールドカップアジア2次予選E組、悪の枢軸とアメリカのジョージ・W・ブッシュ大統領が名指しした3か国が揃ったAFCアジアカップ2011本大会グループリーグD組などが代表的なものとされている。

## 歴史

### FIFAワールドカップ

#### 1958 FIFAワールドカップ (巨人の戦い)
「死の組」という言葉の基となったのは、1958年にスウェーデンで開催された1958 FIFAワールドカップの際に地元メディアが用いた「巨人の戦い」（瑞 : giganternas kamp、英 : battle of giants）という言葉である。この大会のグループ4には、当時強豪とされていたブラジル、イングランド、ソビエト連邦、オーストリアが集結した。ペレやガリンシャなどを擁したブラジルが2勝1分の勝ち点5で首位通過したが、レフ・ヤシンなどを擁したソビエト連邦 (1勝1分1敗)とボビー・ロブソンなどを擁したイングランド (3分)は勝ち点で並んだため (当時は得失点はグループリーグ突破に影響しなかったが、同じ成績であった)プレーオフが行われ、1-0で勝利したソビエト連邦が決勝トーナメントに進出した。
|              | ブラジル | ソビエト連邦 | イングランド | オーストリア | 得点 | 失点 | 勝ち点 |
| ------------ | -------- | ------------ | ------------ | ------------ | ---- | ---- | ------ |
| ブラジル     | –        | 2-0          | 0-0          | 3-0          | 5    | 0    | 5      |
| ソビエト連邦 | 0-2      | –            | 2-2          | 2-0          | 4    | 4    | 3      |
| イングランド | 0-0      | 2-2          | –            | 2-2          | 4    | 4    | 3      |
| オーストリア | 0-3      | 0-2          | 2-2          | –            | 2    | 7    | 1      |

#### 1970 FIFAワールドカップ
「死の組」（西 : grupo de la muerte、英 : group of death）と初めて表現されたのは、1970年にメキシコで開催された1970 FIFAワールドカップである。この大会のグループ3には前回大会優勝のイングランド、2度の優勝を誇るブラジル、前々回大会準優勝のチェコスロバキア、ルーマニアと実力国が集中し、メキシコのジャーナリストでもあるジョアン・サルダーニャが「死の組」という言葉を作った。 伝統的に強豪国が揃う欧州サッカー連盟(UEFA)と南米サッカー連盟(CONMEBOL)の国のみで成り立つグループはグループ3だけであった。この呼び名は英語圏のメディアで繰り返し用いられた。
|                  | ブラジル | イングランド | ルーマニア | チェコ スロバキア | 得点 | 失点 | 勝ち点 |
| ---------------- | -------- | ------------ | ---------- | ----------------- | ---- | ---- | ------ |
| ブラジル         | –        | 1-0          | 3-2        | 4-1               | 8    | 3    | 6      |
| イングランド     | 0-1      | –            | 1-0        | 1-0               | 2    | 1    | 4      |
| ルーマニア       | 2-3      | 0-1          | –          | 2-1               | 4    | 5    | 2      |
| チェコスロバキア | 1-4      | 0-1          | 1-2        | –                 | 2    | 7    | 0      |

#### 1978 FIFAワールドカップ
開催国のアルゼンチン、2度優勝のイタリア、ミシェル・プラティニを擁するフランス、準優勝2度の古豪ハンガリー がグループ1に集った。2戦目を終えてイタリアとアルゼンチンが2勝、フランスとハンガリーが2敗であった。すでに1次リーグ突破を決めていたイタリアとアルゼンチンは3戦目に直接対決し、1-0で勝利したイタリアが1位通過となった。イタリアは2次リーグで2位となり、3位決定戦ではブラジルに敗れた。アルゼンチンは2次リーグで首位となり、決勝ではマリオ・ケンペスの2得点などでオランダを破って初優勝を果たした。
|              | イタリア | アルゼンチン | フランス | ハンガリー | 得点 | 失点 | 勝ち点 |
| ------------ | -------- | ------------ | -------- | ---------- | ---- | ---- | ------ |
| イタリア     | –        | 1-0          | 2-1      | 3-1        | 6    | 2    | 6      |
| アルゼンチン | 0-1      | –            | 2-1      | 2-1        | 4    | 3    | 4      |
| フランス     | 1-2      | 1-2          | –        | 3-1        | 5    | 5    | 2      |
| ハンガリー   | 1-3      | 1-2          | 1-3      | –          | 3    | 8    | 0      |

#### 1982 FIFAワールドカップ
メキシコでは、1982 FIFAワールドカップの際も死の組という表現が用いられた。2次リーグのグループCは前回大会優勝のアルゼンチン、2度の優勝を誇るイタリア、3度の優勝を誇るブラジル が集ったが、3か国の中で準決勝に進出できるのはわずか1か国であった。第1戦ではイタリアが、第2戦ではブラジルがアルゼンチンに勝利し第3戦は突破を懸けたイタリアとブラジルの直接対決となった。イタリアがリードしてブラジルが追いつくという展開が2度続いたが、パオロ・ロッシのハットトリックでイタリアが3-2と勝利し、準決勝進出を決めた。イタリアは準決勝でポーランドを、決勝で西ドイツを下し3回目の優勝を飾った。
|              | イタリア | ブラジル | アルゼンチン | 得点 | 失点 | 勝ち点 |
| ------------ | -------- | -------- | ------------ | ---- | ---- | ------ |
| イタリア     | –        | 3-2      | 2-1          | 5    | 3    | 4      |
| ブラジル     | 2-3      | –        | 3-1          | 5    | 4    | 2      |
| アルゼンチン | 1-2      | 1-3      | –            | 2    | 5    | 0      |

#### 1986 FIFAワールドカップ
1986 FIFAワールドカップの組み合わせ抽選後、ウルグアイのオマル・バロス監督はウルグアイ、西ドイツ、デンマーク、スコットランドが集ったグループEを死の組と表現して世間に広まった。この大会から94年大会までは、4か国中2か国ないし3か国が決勝トーナメントに進出できることになっており、結果的に死の組でグループリーグ敗退に終わったのはスコットランドだけであった。ウルグアイはグループの行方を決するスコットランド戦でラフプレーを繰り返して批判されたが、バロス監督は「死の組?　ああ、今日のグラウンドには人殺しがいたよ。主審 (フランス人審判のJoël Quiniou)だね」と発言した。

#### 1990 FIFAワールドカップ
1990 FIFAワールドカップのグループFにはイングランド、アイルランド、オランダ、エジプトが揃ったがグループリーグ6試合中5試合が引き分けとなり、首位のイングランド (1勝2分、勝ち点4)から最下位のエジプト（1敗2分、勝ち点2までの勝ち点差がわずか2であった。アイルランドとオランダは勝ち点・得失点差・得点・当該国間の対戦成績すべてで並んだためにくじ引きが行われ、アイルランドが2位でオランダが3位となった。各グループ3位国同士の比較でオランダも決勝トーナメントに進出している。オランダはベスト16、アイルランドはベスト8、イングランドはベスト4となった。グループFの他にアルゼンチン、カメルーン、ソビエト連邦、ルーマニアが揃ったグループBも死の組と呼ばれた。
|              | イングランド | アイルランド | オランダ | エジプト | 得点 | 失点 | 勝ち点 |
| ------------ | ------------ | ------------ | -------- | -------- | ---- | ---- | ------ |
| イングランド | –            | 1-1          | 0-0      | 1-0      | 2    | 1    | 4      |
| アイルランド | 1-1          | –            | 1-1      | 0-0      | 2    | 2    | 3      |
| オランダ     | 0-0          | 1-1          | –        | 1-1      | 2    | 2    | 3      |
| エジプト     | 0-1          | 0-0          | 1-1      | –        | 1    | 2    | 2      |

#### 1994 FIFAワールドカップ
1994 FIFAワールドカップのグループEはメキシコ、アイルランド、イタリア、ノルウェーが揃ったが、4か国すべてが1勝1分1敗の勝ち点4で並び、得失点差もすべての国がプラスマイナスゼロであった。メキシコが最多の3得点を挙げていたため首位通過が決まり、アイルランドとイタリアは2得点で並んだが直接対決の結果でアイルランドが2位、イタリアが3位で決勝トーナメントに進出した。
|              | メキシコ | アイルランド | イタリア | ノルウェー | 得点 | 失点 | 勝ち点 |
| ------------ | -------- | ------------ | -------- | ---------- | ---- | ---- | ------ |
| メキシコ     | –        | 2-1          | 1-1      | 0-1        | 3    | 3    | 4      |
| アイルランド | 1-2      | –            | 1-0      | 0-0        | 2    | 2    | 4      |
| イタリア     | 1-1      | 0-1          | –        | 1-0        | 2    | 2    | 4      |
| ノルウェー   | 1-0      | 0-0          | 0-1      | –          | 1    | 1    | 4      |

#### 1998 FIFAワールドカップ
出場国が32カ国に増えた1998 FIFAワールドカップでは全体的に均等な組分けになったが、その中にあってアフリカの強豪ナイジェリア、守護神ホセ・ルイス・チラベルトを擁するパラグアイ、優勝候補の一角である無敵艦隊スペイン、前回大会でベスト4入りしたブルガリアが入ったグループDが死の組と見られていた。ナイジェリアは初戦でスペインに逆転勝ちし、続くブルガリアにも勝利し早々にグループリーグ突破を決めた。スペインが初戦でナイジェリアに逆転負けを喫すると、パラグアイにもスコアレスドローに終わる。ブルガリア、スペインに2引き分けと踏ん張っていたパラグアイは第3戦でナイジェリアに勝利してグループ2位に入った。これによりスペインは第3戦でブルガリアに圧勝し1勝1敗1引き分けとするも、グループ敗退が決定し本大会での数少ない波乱となった。
|              | ナイジェリア | パラグアイ | スペイン | ブルガリア | 得点 | 失点 | 勝ち点 |
| ------------ | ------------ | ---------- | -------- | ---------- | ---- | ---- | ------ |
| ナイジェリア | –            | 1-3        | 3-2      | 1-0        | 5    | 5    | 6      |
| パラグアイ   | 3-1          | –          | 0-0      | 0-0        | 3    | 1    | 5      |
| スペイン     | 2-3          | 0-0        | –        | 6-1        | 8    | 4    | 4      |
| ブルガリア   | 0-1          | 0-0        | 1-6      | –          | 1    | 7    | 1      |

#### 2002 FIFAワールドカップ
2002 FIFAワールドカップの際にイギリスのガーディアン紙は優勝経験国のイングランドおよびアルゼンチン、スウェーデン、ナイジェリアが揃ったグループFを「死の組」と表現し、ドイツ、アイルランド、カメルーン、サウジアラビアが揃ったグループEを「もうひとつの死の組」と表現した。遺恨を残すイングランドとアルゼンチン、アフリカ最高と評されるナイジェリア、イングランドのスヴェン＝ゴラン・エリクソン監督の母国であるスウェーデンが揃ったグループFは、6試合中3試合が引き分けとなる混戦だった。ナイジェリアに勝利してイングランドとアルゼンチンに引き分けたスウェーデンが首位通過し、イングランドはスウェーデンとナイジェリアに引き分けたが、札幌ドームで行われたアルゼンチン戦ではデヴィッド・ベッカムが決めたPKを守りきって勝利し、2位での決勝トーナメント進出を決めた。下馬評が高かったアルゼンチンは3試合で勝ち点4しか挙げられず、敗退した。
グループF同様、フランスおよびウルグアイと優勝経験のある2チームにデンマークおよびセネガルが入ったグループAも比較的厳しい組となった。首位通過したのはグループF同様北欧のデンマークであり、セネガルは本大会の開幕戦で前回優勝のフランスを1-0で破るという波乱を巻き起こし、グループを2位通過、フランスは1引き分け2敗で大会から姿を消した。
梅雨を配慮していつもの大会よりも早めの開催日程でクラブシーンからの休養が少なかった事が、ビッグクラブでの激闘に疲弊した選手を多く抱えたフランス、アルゼンチンに不利に働いていたほか、フランスはジネディーヌ・ジダンの故障欠場やシュートがポストやクロスバーに当たる不運が続いたこと、アルゼンチンはフアン・セバスティアン・ベロンの不調や対戦国の守備的な戦術に苦しんだことなどが敗退の要因となった。
韓国国内では、開催国である韓国とアメリカ、ポルトガル、ポーランドが揃ったグループDを「真の死の組」と呼んだ。ちなみにルイス・フィーゴやルイ・コスタらを擁したポルトガルも過去最高との呼び声も高かったが、事前の調整の失敗やコンディション不良、韓国戦では審判を殴るなどの蛮行を犯し、2人も退場者を出す苦しい展開となったこともあり、グループリーグで敗退した。
|              | スウェーデン | イングランド | アルゼンチン | ナイジェリア | 得点 | 失点 | 勝ち点 |
| ------------ | ------------ | ------------ | ------------ | ------------ | ---- | ---- | ------ |
| スウェーデン | –            | 1-1          | 1-1          | 2-1          | 4    | 3    | 5      |
| イングランド | 1-1          | –            | 1-0          | 0-0          | 2    | 1    | 5      |
| アルゼンチン | 1-1          | 0-1          | –            | 1-0          | 2    | 2    | 4      |
| ナイジェリア | 1-2          | 0-0          | 0-1          | –            | 1    | 3    | 1      |

#### 2006 FIFAワールドカップ
2006 FIFAワールドカップでは、アルゼンチン、オランダ、コートジボワール、セルビア・モンテネグロが揃ったグループC、イタリア、ガーナ、アメリカ、チェコが揃ったグループEのふたつが死の組とみなされた。グループCのアルゼンチンはコートジボワールを2-1で破って幸先よくスタートし、セルビア・モンテネグロを6-0で粉砕した。オランダも2連勝でアルゼンチンとの最終戦を迎えたため、この試合は半ば消化試合となり、両者揃って決勝トーナメント進出を決めた。オランダは決勝トーナメント1回戦でポルトガルに敗れた。アルゼンチンは準々決勝に進出し、ドイツ戦を優勢に進めていたがPK戦の末に敗れてトロフィーに届かなかった。
|                        | アルゼンチン | オランダ | コート ジボワール | セルビア・ モンテネグロ | 得点 | 失点 | 勝ち点 |
| ---------------------- | ------------ | -------- | ----------------- | ----------------------- | ---- | ---- | ------ |
| アルゼンチン           | –            | 0-0      | 2-1               | 6-0                     | 8    | 1    | 7      |
| オランダ               | 0-0          | –        | 2-1               | 1-0                     | 3    | 1    | 7      |
| コートジボワール       | 1-2          | 1-2      | –                 | 3-2                     | 5    | 6    | 3      |
| セルビア・モンテネグロ | 0-6          | 0-1      | 2-3               | –                       | 2    | 10   | 0      |

一方、グループEでは当初イタリアと共に前評判の高かったチェコがグループリーグを突破すると見られていた。チェコは初戦でアメリカを3-0で破るものの、この試合でヤン・コレルが負傷した。続くガーナ戦では試合開始2分でいきなり失点するなど完全に失速し1勝2敗でグループリーグ敗退(イタリアとガーナが決勝トーナメント進出)、比較的波乱の少なかった本大会において数少ない番狂わせとなった。
|          | イタリア | ガーナ | チェコ | アメリカ | 得点 | 失点 | 勝ち点 |
| -------- | -------- | ------ | ------ | -------- | ---- | ---- | ------ |
| イタリア | –        | 2-0    | 2-0    | 1-1      | 5    | 1    | 7      |
| ガーナ   | 0-2      | –      | 2-0    | 2-1      | 4    | 3    | 6      |
| チェコ   | 0-2      | 0-2    | –      | 3-0      | 3    | 4    | 3      |
| アメリカ | 1-1      | 1-2    | 0-3    | –        | 2    | 6    | 1      |

#### 2010 FIFAワールドカップ
2010 FIFAワールドカップでは、FIFAランキングが5位以内のブラジルとポルトガル、FIFAランキングがアフリカ2位のコートジボワールが揃ったグループGが死の組と呼ばれた。北朝鮮は他の3か国と比べて実力が遥かに劣るため、かませ犬と表現されたが前回出場の1966 FIFAワールドカップではチリに引き分け、イタリアを撃破してベスト8に進出するという大番狂わせを起こしており、侮れないチームではあった。総合力の高いブラジルが一歩抜き出て、クリスティアーノ・ロナウドを擁するポルトガル、ディディエ・ドログバを擁するコートジボワールがブラジルに挑むという構図であった。
|                  | ブラジル | ポルトガル | コート ジボワール | 北朝鮮 | 得点 | 失点 | 勝ち点 |
| ---------------- | -------- | ---------- | ----------------- | ------ | ---- | ---- | ------ |
| ブラジル         | –        | 0-0        | 3-1               | 2-1    | 5    | 2    | 7      |
| ポルトガル       | 0-0      | –          | 0-0               | 7-0    | 7    | 0    | 5      |
| コートジボワール | 1-3      | 0-0        | –                 | 3-0    | 4    | 3    | 4      |
| 北朝鮮           | 1-2      | 0-7        | 0-3               | –      | 1    | 12   | 0      |

#### 2014 FIFAワールドカップ
2014 FIFAワールドカップでは、欧州の複数の強豪国がFIFAランキングにより選出されたシード国に入れなかったことにより、多数の死の組が形成される見込みとなっていた。グループBに前回優勝国のスペインと準優勝のオランダおよび南米の強豪チリが入り、グループDには優勝経験国のウルグアイ、イングランド、イタリアが同じ組に入った。グループGにはシード国のドイツに加え、クリスティアーノ・ロナウドを擁しFIFAランキング4位(本大会開幕時)を誇るポルトガル、前回大会ベスト8のガーナ、前回大会でグループリーグを首位通過し、本大会の北中米カリブ海予選も首位通過したアメリカといずれも前回大会でグループリーグを突破した四カ国が入り、主にこれら3グループが死の組と見なされていた。開催国のブラジル、クロアチア、メキシコ、カメルーンが入ったグループAについても死の組と評する声もある。
グループBでは、前回大会決勝と同一カードとなった一戦でスペインがオランダに1-5の大敗を喫すると続くチリ戦にも破れ、オーストラリア共々本大会のグループリーグ敗退決定第一号となった。
|                | オランダ | チリ | スペイン | オーストラリア | 得点 | 失点 | 勝ち点 |
| -------------- | -------- | ---- | -------- | -------------- | ---- | ---- | ------ |
| オランダ       | –        | 2-0  | 5-1      | 3-2            | 10   | 3    | 9      |
| チリ           | 0-2      | –    | 2-0      | 3-1            | 5    | 3    | 6      |
| スペイン       | 1-5      | 0-2  | –        | 3-0            | 4    | 7    | 3      |
| オーストラリア | 2-3      | 1-3  | 0-3      | –              | 3    | 9    | 0      |

グループDでは、優勝経験国3チームに囲まれ「草刈り場」と見られていたコスタリカが初戦でウルグアイに逆転勝ちすると、続くイタリア戦にも勝利し最終的にグループリーグ首位通過を果たした。一方、イングランドはイタリア戦、ウルグアイ戦に連敗し、コスタリカ戦を前にグループリーグ敗退が決定。グループリーグの残る一枠を賭けた直接対決ではウルグアイが勝利したため、欧州の優勝経験国が揃ってグループリーグで敗退することとなった。
|              | コスタリカ | ウルグアイ | イタリア | イングランド | 得点 | 失点 | 勝点 |
| ------------ | ---------- | ---------- | -------- | ------------ | ---- | ---- | ---- |
| コスタリカ   | –          | 3-1        | 1-0      | 0-0          | 4    | 1    | 7    |
| ウルグアイ   | 1-3        | –          | 1-0      | 2-1          | 4    | 4    | 6    |
| イタリア     | 0-1        | 0-1        | –        | 2-1          | 2    | 3    | 3    |
| イングランド | 0-0        | 1-2        | 1-2      | –            | 2    | 4    | 1    |

グループGではFIFAランク一桁順位を誇るポルトガルがドイツとの初戦に臨むも、ペペの一発退場やウーゴ・アルメイダおよびファビオ・コエントランの負傷交代もあり0-4の大敗を喫し、続くアメリカ戦で試合終了間際のゴールで辛うじて同点に追いつくが、最終的にはドイツ戦の大敗が祟ってグループリーグ敗退となった。一方アメリカは初戦、過去2大会で敗れているガーナに勝利し、ドイツに続き2位でのグループリーグ突破を果たした。初戦のアメリカ戦を落としたガーナは続くドイツ戦で一時はリードを奪うなど奮戦したが、ポルトガル戦を前にケヴィン＝プリンス・ボアテングおよびサリー・ムンタリが代表から追放されるという騒動もあり、勝ち星のないまま大会から姿を消した。
|            | ドイツ | アメリカ | ポルトガル | ガーナ | 得点 | 失点 | 勝ち点 |
| ---------- | ------ | -------- | ---------- | ------ | ---- | ---- | ------ |
| ドイツ     | –      | 1-0      | 4-0        | 2-2    | 7    | 2    | 7      |
| アメリカ   | 0-1    | –        | 2-2        | 2-1    | 4    | 4    | 4      |
| ポルトガル | 0-4    | 2-2      | –          | 2-1    | 4    | 7    | 4      |
| ガーナ     | 2-2    | 1-2      | 1-2        | –      | 4    | 6    | 1      |

#### 2018 FIFAワールドカップ
2018 FIFAワールドカップは、前述の前回大会で複数の死の組が生じて強豪の敗退が相次いだことを考慮し、大陸別と併せてFIFAランキングでポット分けを行ったこともあって、全体的に均等な組分けとなり死の組は少なくなった。
その中でグループFは、FIFAランク1位 (大会開幕時) のドイツ、6大会連続で決勝トーナメント進出中(当時)のメキシコ、準優勝経験もある古豪スウェーデン、そして韓国という組み合わせになった。メキシコは初戦でドイツに大金星を飾り、次の韓国戦にも勝利したことによりグループ突破をほぼ確実にした。スウェーデンも韓国戦に勝利、最終節でメキシコとの直接対決を制し、共に決勝トーナメント進出を決めた。一方ドイツはメキシコ戦に敗れ、次節スウェーデン戦にはロスタイムの勝ち越しゴールで逆転勝利し、最終節に望みを繋いだ。しかし、その韓国戦では再三の決定機を決められず、ロスタイムに2失点を喫してまさかの敗戦。ドイツ史上初のグループリーグ敗退が決定し、この大会1番の大波乱となった。
|              | スウェーデン | メキシコ | 韓国 | ドイツ | 得点 | 失点 | 勝ち点 |
| ------------ | ------------ | -------- | ---- | ------ | ---- | ---- | ------ |
| スウェーデン | –            | 3-0      | 1-0  | 1-2    | 5    | 2    | 6      |
| メキシコ     | 0-3          | –        | 2-1  | 1-0    | 3    | 4    | 6      |
| 韓国         | 0-1          | 1-2      | –    | 2-0    | 3    | 3    | 3      |
| ドイツ       | 2-1          | 0-1      | 0-2  | –      | 2    | 4    | 3      |

#### 2022 FIFAワールドカップ
2022 FIFAワールドカップは、前回と同じくFIFAランキングでポット分けを採用されたが新型コロナウイルス感染症の影響で大陸間プレーオフなどの予選が遅れ、全32チームが出揃わない中で抽選が行われた。出場が未定なチームは第4ポットとして扱われた。その結果、グループEは2010年南アフリカ大会優勝国のスペイン、2014年ブラジル大会優勝国のドイツ、ワールドカップ優勝経験のあるこの2チームに加え、アジア最強と目される3度のベスト16進出経験を持つ日本、そして北米最終予選4位コスタリカと、直近数大会で世界一の経験のあるチームおよび決勝トーナメントに勝ち残っている「隠れた実力者」といえるチームが集まり、日本にとっては死の組と見做された一方で、スペイン、ドイツから見れば2強2弱ではっきり分かれるグループであった。迎えた本番では日本が初戦で格上ドイツを破る番狂わせを演出し、決勝トーナメント進出が1チームも決まらない状態で最終戦を迎えた。最終戦は両試合とも激戦となり、勝ち抜けるチームの推移は目まぐるしく入れ替わった。日本は再びスペインを撃破する番狂わせを起こし、2大会前のコスタリカさながらの波乱を演出、1位通過を決めた。スペインはコスタリカ戦で作った得失点差の貯金を生かし2位となり、ドイツを2大会連続のグループステージ敗退へ追いやった。ドイツはコスタリカとの最終戦で攻撃陣が爆発し勝利したが、得失点差の逆転はならなかった。
|            | 日本 | スペイン | ドイツ | コスタリカ | 得点 | 失点 | 勝ち点 |
| ---------- | ---- | -------- | ------ | ---------- | ---- | ---- | ------ |
| 日本       | -    | 2-1      | 2-1    | 0-1        | 4    | 3    | 6      |
| スペイン   | 1-2  | -        | 1-1    | 7-0        | 9    | 3    | 4      |
| ドイツ     | 1-2  | 1-1      | -      | 4-2        | 6    | 5    | 4      |
| コスタリカ | 1-0  | 0-7      | 2-4    | -          | 3    | 11   | 3      |

### UEFA欧州選手権

#### UEFA欧州選手権1996
強豪国の定義をFIFAランキングに委ねるとすれば、史上最高の「死の組」はUEFA欧州選手権1996のグループCである。このグループには、FIFAランキング2位のドイツ、3位のロシア、7位のイタリア、10位のチェコが揃った。チェコとイタリアは首位のドイツに次いで勝ち点で並び、得失点差ではイタリアが上回っていたが、同勝ち点の際の順位は得失点差よりも直接対決が優先されておりチェコのグループリーグ突破、イタリアのグループリーグ敗退となった。
奇しくも両者は決勝まで勝ち残り、グループリーグ同様に2-1がドイツが勝利している。
|          | ドイツ | チェコ | イタリア | ロシア | 得点 | 失点 | 勝ち点 |
| -------- | ------ | ------ | -------- | ------ | ---- | ---- | ------ |
| ドイツ   | –      | 2-0    | 0-0      | 3-0    | 5    | 0    | 7      |
| チェコ   | 0-2    | –      | 2-1      | 3-3    | 5    | 6    | 4      |
| イタリア | 0-0    | 1-2    | –        | 2-1    | 3    | 3    | 4      |
| ロシア   | 0-3    | 3-3    | 1-2      | –      | 4    | 8    | 1      |

#### UEFA EURO 2000
UEFA EURO 2000では、共同開催国のオランダをはじめ1998 FIFAワールドカップ優勝国フランス、前回大会の準優勝国チェコ、前々回大会の優勝国であるデンマークが揃ったグループDが困難なグループに思えた。ドイツ、ルーマニア、ポルトガル、イングランドが同組となったグループAも強豪がそろい、各国のサポーターやジャーナリストはどちらが死の組であるか楽しげに議論を繰り広げた。

#### UEFA EURO 2012
UEFA EURO 1996のグループC同様、UEFA EURO 2012のグループBもFIFAランキング3位のドイツ、4位のオランダ、9位のデンマーク、10位のポルトガルと4カ国全てがFIFAランキング10位以内となった。2010 FIFAワールドカップで準優勝となったオランダが優勝候補と目されていたが、初戦のデンマーク戦で0-1と敗退すると、その後も流れを取り戻せず終わってみれば3戦全敗でグループステージ敗退となってしまった。グループステージで3戦全敗となったのは、このオランダとアイルランドだけだった。グループ全6試合で引分が無く、かつ全試合が1点差というのはFIFAワールドカップでは1990年大会のC組と1994年大会のF組で2度あるが、UEFA欧州選手権では史上初である。グループBを突破したドイツとポルトガルは、共に準決勝まで進んだ。
|            | ドイツ | ポルトガル | デンマーク | オランダ | 得点 | 失点 | 勝ち点 |
| ---------- | ------ | ---------- | ---------- | -------- | ---- | ---- | ------ |
| ドイツ     | –      | 1-0        | 2-1        | 2-1      | 5    | 2    | 9      |
| ポルトガル | 0-1    | –          | 3-2        | 2-1      | 5    | 4    | 6      |
| デンマーク | 1-2    | 2-3        | –          | 1-0      | 4    | 5    | 3      |
| オランダ   | 1-2    | 1-2        | 0-1        | –        | 2    | 5    | 0      |

#### UEFA EURO 2020
グループFに、FIFAランキング5位で前回大会優勝のポルトガル、FIFAランキング2位で前回大会準優勝、2018 FIFAワールドカップ優勝のフランス、前回大会ベスト4で2014 FIFAワールドカップ優勝のドイツが入った。初戦でフランスとドイツが対戦し、フランスが1-0で勝利した。ポルトガルvsドイツはドイツが4-2で勝利し、ポルトガルvsフランスは2-2の引き分けとなった。また、残る1チームで格下と見られていたハンガリーもホームの声援を受けてフランスとドイツに引き分けるなど健闘し、混戦となった。なお、今大会はグループ3位でも成績次第で決勝トーナメントに進出できたため、ポルトガル、フランス、ドイツいずれも決勝トーナメントに進出した。しかし、ポルトガルはベルギーに、フランスはスイスにPK戦で、ドイツはイングランドに破れ、3チームすべてベスト16敗退となった。
|            | フランス | ドイツ | ポルトガル | ハンガリー | 得点 | 失点 | 勝ち点 |
| ---------- | -------- | ------ | ---------- | ---------- | ---- | ---- | ------ |
| フランス   | –        | 1-0    | 2-2        | 1-1        | 4    | 3    | 5      |
| ドイツ     | 0-1      | –      | 4-2        | 2-2        | 6    | 5    | 4      |
| ポルトガル | 2-2      | 2-4    | –          | 3-0        | 7    | 6    | 4      |
| ハンガリー | 1-1      | 2-2    | 0-3        | –          | 3    | 6    | 2      |

#### UEFA EURO 2024
EURO優勝経験国である国が複数いるグループB、グループDが「死の組」と呼ばれた。
グループBに、前回大会ベスト4のスペイン、前回大会優勝のイタリア、2022 FIFAワールドカップ3位のクロアチア、そしてアルバニアが入った。またスペイン、クロアチア、イタリアは前年のネーションズリーグの上位3チームでもあった。初戦でクロアチアとスペインが対戦しスペインが勝利、第2戦で1勝同士のイタリアとスペインが対戦しスペインが勝利し、この時点でスペインの1位での決勝トーナメント進出が決定した。第3節では1勝1敗のイタリアと1分1敗のクロアチアが対戦した。ルカ・モドリッチのゴールで先制したものの、終了間際にマッティア・ザッカーニのゴールで追いつき、イタリアが2位での決勝トーナメント進出を決めた。勝点2で3位となったクロアチアは各グループ3位のチームの中で5位となり、グループステージ敗退となった。
アルバニアはグループステージ敗退に終わったものの、イタリアには一時リードを奪い、クロアチアには終了間際に追いつくなど健闘した。結果的に、アルバニア戦の戦績がこのグループの明暗をわけることになった。
決勝トーナメントではイタリアはラウンド16でスイスに敗れた。一方スペインはドイツ・フランス・イングランドを破って4度目の優勝を成し遂げた。
|            | スペイン | イタリア | クロアチア | アルバニア | 得点 | 失点 | 勝ち点 |
| ---------- | -------- | -------- | ---------- | ---------- | ---- | ---- | ------ |
| スペイン   | –        | 1-0      | 3-0        | 1-0        | 5    | 0    | 9      |
| イタリア   | 0-1      | –        | 1-1        | 2-1        | 3    | 3    | 4      |
| クロアチア | 0-3      | 1-1      | –          | 2-2        | 3    | 6    | 2      |
| アルバニア | 0-1      | 1-2      | 2-2        | –          | 3    | 5    | 1      |

グループDにはワールドカップ準優勝のフランス、ベスト8のオランダ、ベスト16のポーランド、前回大会ベスト16のオーストリアが入った。第1戦ではフランスとオランダが先勝し、第2戦のフランスvsオランダは0-0に終わった。この裏でオーストリアも勝利し、同時にポーランドの敗退が決定した。第3戦では第2戦時点での3位オーストリアが1位オランダに3-2で勝利し、2位フランスが4位ポーランドに1-1で引き分けたため、一気にオーストリアがフランスとオランダを抜いてグループ1位での突破を果たした。土壇場で3位に転落したオランダだったが、各グループ3位の中で4位以内に入っていたため、辛うじて決勝トーナメント進出は果たした。
決勝トーナメントではオーストリアこそラウンド16でトルコに敗れたものの、フランスとオランダはベスト4まで進んだ。
|              | オーストリア | フランス | オランダ | ポーランド | 得点 | 失点 | 勝ち点 |
| ------------ | ------------ | -------- | -------- | ---------- | ---- | ---- | ------ |
| オーストリア | –            | 0-1      | 3-2      | 3-1        | 6    | 4    | 6      |
| フランス     | 1-0          | –        | 0-0      | 1-1        | 2    | 1    | 5      |
| オランダ     | 2-3          | 0-0      | –        | 2-1        | 4    | 4    | 4      |
| ポーランド   | 1-3          | 1-1      | 1-2      | –          | 3    | 6    | 1      |

### FIFA女子ワールドカップ

#### 2007 FIFA女子ワールドカップ
2007 FIFA女子ワールドカップのグループBは、当時のFIFA女子ランキング1位のアメリカ、3位のスウェーデン、5位の北朝鮮に加え、他の3チームに比べると大きくランキングが落ちる24位のナイジェリアが同組となった。
| 順 位 | チーム                 | 勝 点 | 試 合 | 勝 利 | 引 分 | 敗 戦 | 得 点 | 失 点 | 点 差 |
| ----- | ---------------------- | ----- | ----- | ----- | ----- | ----- | ----- | ----- | ----- |
| 1     | アメリカ合衆国         | 7     | 3     | 2     | 1     | 0     | 5     | 2     | +3    |
| 2     | 朝鮮民主主義人民共和国 | 4     | 3     | 1     | 1     | 1     | 5     | 4     | +1    |
| 3     | スウェーデン           | 4     | 3     | 1     | 1     | 1     | 3     | 4     | -1    |
| 4     | ナイジェリア           | 1     | 3     | 0     | 1     | 2     | 1     | 4     | -3    |

### FIFAワールドカップ予選

#### 2002 FIFAワールドカップ欧州予選
2002 FIFAワールドカップ・ヨーロッパ予選のグループ2は前回大会ベスト4で過去2度のワールドカップ準優勝があるオランダ、UEFA EURO 2000でベスト4に進出したポルトガル、ロビー・キーンを擁するアイルランドなどが入った。7勝3分でポルトガルとアイルランドが並び、得失点差で1位のポルトガルが4大会ぶりのワールドカップ出場、2位のアイルランドがプレーオフに回った。オランダは6勝2分2敗で3位の終わり、1986年以来4大会ぶりの予選敗退となった。アイルランドは大陸間プレーオフでイランに勝利し、2大会ぶりのワールドカップ出場を決めた。
| 国           | 勝点 | 試合数 | 勝 | 引分 | 敗 | 得点 | 失点 | 得失点差 |
| ------------ | ---- | ------ | -- | ---- | -- | ---- | ---- | -------- |
| ポルトガル   | 24   | 10     | 7  | 3    | 0  | 33   | 7    | 26       |
| アイルランド | 24   | 10     | 7  | 3    | 0  | 23   | 5    | 18       |
| オランダ     | 20   | 10     | 6  | 2    | 2  | 30   | 9    | 21       |
| エストニア   | 8    | 10     | 2  | 2    | 6  | 10   | 26   | -16      |
| キプロス     | 8    | 10     | 2  | 2    | 6  | 13   | 31   | -18      |
| アンドラ     | 0    | 10     | 0  | 0    | 10 | 5    | 36   | -31      |

#### 2006 FIFAワールドカップ欧州予選
2006 FIFAワールドカップ・ヨーロッパ予選は、前回大会3位のトルコ、同ベスト16のデンマーク、UEFA EURO 2004予選を突破したギリシャ、2大会連続で欧州予選プレーオフに進出しポットDでは最強とされたウクライナなどが入ったグループ2が死の組とされた。組み合わせ決定時の前評判ではトルコとデンマークが有力で、この2か国をウクライナとギリシャが追うとされたが、UEFA EURO 2004でギリシャが下馬評を覆し初優勝した。この結果、ギリシャが一気にこのグループの2強に肩を並べた。
だが、ユーロ優勝でマークが厳しくなったギリシャは初戦で格下のアルバニアに敗れ、黒星スタートになるなど苦しみ4位に終わった。トルコとデンマークも序盤は苦戦し勝ち点が伸び悩む。一方でアンドリー・シェフチェンコを擁するウクライナが第4ポットながら序盤から独走、第10戦を終わって7勝3分で1位を確定させ、欧州予選一番乗りでワールドカップ初出場を決めた。2位はトルコが入りプレーオフに進んだ。
| 国           | 勝点 | 試合数 | 勝 | 引分 | 負 | 得 | 失 | 得失点差 |
| ------------ | ---- | ------ | -- | ---- | -- | -- | -- | -------- |
| ウクライナ   | 25   | 12     | 7  | 4    | 1  | 18 | 7  | 11       |
| トルコ       | 23   | 12     | 6  | 5    | 1  | 23 | 9  | 14       |
| デンマーク   | 22   | 12     | 6  | 4    | 2  | 24 | 12 | 12       |
| ギリシャ     | 21   | 12     | 6  | 3    | 3  | 15 | 9  | 6        |
| アルバニア   | 13   | 12     | 4  | 1    | 7  | 11 | 20 | -9       |
| ジョージア   | 10   | 12     | 2  | 4    | 6  | 14 | 25 | -11      |
| カザフスタン | 1    | 12     | 0  | 1    | 11 | 6  | 29 | -23      |

一方、グループ4は当初フランスが圧倒的有利と思われたが、フランス、アイルランド、スイス、イスラエルの4か国による予想外の激戦となった。この4か国の直接対決は第7戦まですべて引き分けとなり、終盤まで上位4か国が無敗という異例の展開になった。第8戦でフランスがアウェーでアイルランドに1-0で勝利し、ついに上位4か国の直接対決で初めて決着がついた。この試合が上位4か国のカードで唯一勝敗がついた試合となり、この試合に勝ったフランスが5勝5分で辛うじて1位通過。フランスは予選敗退や予選免除が続いていたため、1986年以来20年ぶりのワールドカップ予選突破だった。一方この敗戦が響いたアイルランドは4位に終わった。スイスとイスラエルが4勝6分で並び、得失点差でスイスが2位となりプレーオフに進んだ。イスラエルはこの大会の欧州予選で唯一無敗で予選敗退となった。最終的には勝ち点3差に4チームがひしめく稀に見る激戦の予選となった。
| 国           | 勝点 | 試合数 | 勝 | 引分 | 負 | 得 | 失 | 得失点差 |
| ------------ | ---- | ------ | -- | ---- | -- | -- | -- | -------- |
| フランス     | 20   | 10     | 5  | 5    | 0  | 14 | 2  | 12       |
| スイス       | 18   | 10     | 4  | 6    | 0  | 18 | 7  | 11       |
| イスラエル   | 18   | 10     | 4  | 6    | 0  | 15 | 10 | 5        |
| アイルランド | 17   | 10     | 4  | 5    | 1  | 12 | 5  | 7        |
| キプロス     | 4    | 10     | 1  | 1    | 8  | 8  | 20 | -12      |
| フェロー諸島 | 1    | 10     | 0  | 1    | 9  | 4  | 27 | -23      |

プレーオフでは上記のグループのトルコとスイスが対戦し、1勝1敗4-4で並ぶも、アウェーゴールの差でスイスが勝利し3大会ぶりのワールドカップ出場を決めた。フランスとスイスはワールドカップ本大会のグループリーグでも同じ組に入り、またしても引き分けとなった。フランス、スイス、ウクライナはいずれも決勝トーナメントに進出し、フランスはこの大会で準優勝した。

#### 2006 FIFAワールドカップアフリカ予選
各グループの1位のみがワールドカップの出場権を得る2006 FIFAワールドカップ・アフリカ予選のグループ3は、サミュエル・エトーを擁し4大会連続出場中のカメルーン、ワールドカップ未出場ながらディディエ・ドログバなどのタレントが揃うコートジボワール、過去2度のワールドカップ出場経験のあるエジプトの三つ巴の争いになった。結果的にこの上位3か国の戦績は三すくみとなり、カメルーンはコートジボワールに2勝するがエジプトに1分1敗、コートジボワールはエジプトに2勝するがカメルーンに2敗、エジプトはカメルーンに1勝1分とするがコートジボワールに2敗という直接対決の成績だった。下位3か国に5勝1分と取りこぼしが少なかったコートジボワールがワールドカップ初出場を決めた形となった (カメルーンは4勝2分、エジプトは4勝1分1敗)。
第9節のコートジボワール対カメルーン戦は、首位のコートジボワールは勝てばワールドカップ出場が決定し引き分けでも大きく前進するという状況で、アウェーのカメルーンが3-2で勝利、カメルーンが最終戦を前に逆転で首位に立つ。これによって勝てばワールドカップ出場が決まるカメルーンは最終戦でホームでエジプトと対戦した。しかし、1点リードしていた後半35分にエジプトに同点に追いつかれ、アディショナルタイムにPKを獲得するがピエール・ウォメが痛恨の失敗を犯し、1-1の引き分けに終わった。最終戦でスーダンに3-1で勝利したコートジボワールが再逆転でワールドカップ出場を決め、カメルーンは5大会ぶりの予選敗退となった。（ヤウンデの悲劇）
このグループで最終戦までワールドカップ出場権を争ったコートジボワールとカメルーンはアフリカネイションズカップ2006の準々決勝で対戦、PK戦に突入し、PK戦も12人目までもつれる死闘の末コートジボワールが勝利した。さらに決勝ではこの大会の開催国でもあったエジプトがコートジボワールにこちらもPK戦の末勝利し、5度目のアフリカネイションズカップ優勝を果たした。
| 国名             | 勝点 | 試合数 | 勝 | 分 | 敗 | 得点 | 失点 | 得失点差 |
| ---------------- | ---- | ------ | -- | -- | -- | ---- | ---- | -------- |
| コートジボワール | 22   | 10     | 7  | 1  | 2  | 20   | 7    | 13       |
| カメルーン       | 21   | 10     | 6  | 3  | 1  | 18   | 10   | 8        |
| エジプト         | 17   | 10     | 5  | 2  | 3  | 26   | 15   | 11       |
| リビア           | 12   | 10     | 3  | 3  | 4  | 8    | 10   | -2       |
| スーダン         | 6    | 10     | 1  | 3  | 6  | 6    | 22   | -16      |
| ベナン           | 5    | 10     | 1  | 2  | 7  | 9    | 23   | -14      |

#### 2006 FIFAワールドカップアジア予選
各グループの1位のみが最終予選に進める2006 FIFAワールドカップ・アジア1次予選のグループ1は、ワールドカップ本大会常連のイラン、前回最終予選進出のカタール、当時急速に力をつけていた新興勢力ヨルダンが同じ組になった。この1次予選期間中に行われたAFCアジアカップ2004ではイランは3位、ヨルダンは優勝した日本にPK戦とあと一歩まで追い詰めるベスト8の好成績。2大会後の2014 FIFAワールドカップ・アジア予選ではイラン、カタール、ヨルダンがともに最終予選まで進出している。
のちの最終予選進出国が3ヶ国同居し、そのうち1ヶ国しか通過できないという1次予選ながら厳しい組になったグループ1は、ともに2連勝で迎えた第3節のイラン対ヨルダン戦で、ホームのイランが0-1でまさかの敗戦。イランは1990年大会以来4大会ぶりの1次予選敗退のピンチかと思われたが、第4戦でアウェーでヨルダンを2-0で撃破。残り2試合を連勝し、5勝1敗で最終予選進出を決めた。
その後ワールドカップアジア1次～3次予選は、2010年大会と2014年大会は各グループ2位以内、2018年大会と2022年大会各グループ1位と2位の一部が最終予選に進出できる方式に変更され、1位のみが最終予選に進出できるシステムはこの大会が最後となっている。
| 国       | 勝点 | 試合数 | 勝 | 引分 | 敗 | 得点 | 失点 | 得失点差 |
| -------- | ---- | ------ | -- | ---- | -- | ---- | ---- | -------- |
| イラン   | 15   | 6      | 5  | 0    | 1  | 22   | 4    | 18       |
| ヨルダン | 12   | 6      | 4  | 0    | 2  | 10   | 6    | 4        |
| カタール | 9    | 6      | 3  | 0    | 3  | 16   | 8    | 8        |
| ラオス   | 0    | 6      | 0  | 0    | 6  | 3    | 33   | -30      |

#### 2018 FIFAワールドカップ欧州予選
2018 FIFAワールドカップ・ヨーロッパ予選のグループAはオランダ、フランス、スウェーデン、ブルガリアなどが入った。UEFA EURO 2016準優勝のフランスが1位で通過。一方、同大会でまさかの予選敗退を喫したオランダはこのワールドカップ予選でも苦戦した。最終戦の直接対決を前にスウェーデンと勝ち点3点差、得失点差12点差、総得点7点差をつけられ、逆転でプレーオフに進む2位に入るには最終戦でスウェーデンに7点差以上の勝利が必要という絶望的な状態に追い込まれた。結局、オランダはスウェーデンに2-0で勝利し勝ち点で並ぶが得失点差を逆転できず2002年以来4大会ぶり、国際大会としてはUEFA EURO 2016に続く予選敗退となった。
2位になったスウェーデンはプレーオフで過去ワールドカップ4度の優勝経験があるイタリアに勝利し、3大会ぶりのワールドカップ出場を決めた。この結果、イタリアは15大会ぶり60年ぶりの予選敗退となった。
なお、本大会ではフランスは優勝、スウェーデンはベスト8であった。
| チーム         | 試 | 勝 | 分 | 敗 | 得 | 失 | 差  | 点 |
| -------------- | -- | -- | -- | -- | -- | -- | --- | -- |
| フランス       | 10 | 7  | 2  | 1  | 18 | 6  | +12 | 23 |
| スウェーデン   | 10 | 6  | 1  | 3  | 26 | 9  | +17 | 19 |
| オランダ       | 10 | 6  | 1  | 3  | 21 | 12 | +9  | 19 |
| ブルガリア     | 10 | 4  | 1  | 5  | 14 | 19 | −5  | 13 |
| ルクセンブルク | 10 | 1  | 3  | 6  | 8  | 26 | −18 | 6  |
| ベラルーシ     | 10 | 1  | 2  | 7  | 6  | 21 | −15 | 5  |

| チーム  | チーム         | AWAY         | AWAY             | AWAY         | AWAY           | AWAY               | AWAY           |
| チーム  | チーム         | フランスの旗 | スウェーデンの旗 | オランダの旗 | ブルガリアの旗 | ルクセンブルクの旗 | ベラルーシの旗 |
| ------- | -------------- | ------------ | ---------------- | ------------ | -------------- | ------------------ | -------------- |
| H O M E | フランス       | X            | 2 - 1            | 4 - 0        | 4 - 1          | 0 - 0              | 2 - 1          |
| H O M E | スウェーデン   | 2 - 1        | X                | 1 - 1        | 3 - 0          | 8 - 0              | 4 - 0          |
| H O M E | オランダ       | 0 - 1        | 2 - 0            | X            | 3 - 1          | 4 - 1              | 5 - 0          |
| H O M E | ブルガリア     | 0 - 1        | 3 - 2            | 2 - 0        | X              | 4 - 3              | 1 - 0          |
| H O M E | ルクセンブルク | 1 - 3        | 0 - 1            | 1 - 3        | 1 - 1          | X                  | 1 - 0          |
| H O M E | ベラルーシ     | 0 - 0        | 0 - 4            | 1 - 3        | 2 - 1          | 1 - 1              | X              |

### ワールド・ベースボール・クラシック

#### 2023 ワールド・ベースボール・クラシック
2023 ワールド・ベースボール・クラシックの1次ラウンド・プールDはドミニカ共和国、プエルトリコ、ベネズエラ、イスラエル、ニカラグアが入った。
実力の低いイスラエルとニカラグアは敗退するだろうと言われており評価が低く、強豪国であるドミニカ共和国、プエルトリコ、ベネズエラのうち1チームが敗退するため、「死の組」となった。
ベネズエラが4戦全勝で1位通過、2勝1敗で並んだプエルトリコがドミニカ共和国との直接対決を制して2位通過を果たし、敗れたドミニカ共和国が1次ラウンドで敗退した。

## 死の山
ノックアウトステージで優勝候補が1つのブロックに集中している状態は『死の山』と呼ばれる。
近年ではヨーロッパのすべてのFIFAワールドカップ優勝経験国が1つの山に集中したUEFA EURO 2016や、前回優勝国でグループリーグ敗退した大会直前のFIFAランキング1位のドイツを除く5位以内(ブラジル、ベルギー、ポルトガル、アルゼンチン)、更に優勝経験国のフランス(7位)とウルグアイ(14位)、欧州と南米以外でドイツに勝利し7大会連続グループリーグ突破のメキシコ(15位)、下馬評は決して高くなかったが、アジア勢初となる南米勢の強豪コロンビア(16位)を撃破した日本(61位)が一同に介した2018 FIFAワールドカップがそのように呼ばれている。